# آرشي ماكديارميد
آرشي ماكديارميد هو رامي مطرقة كندي، ولد في 1897، وتوفي في 11 أغسطس 1957.

## وصلات خارجية
- آرشي ماكديارميد على موقع أوليمبيديا (الإنجليزية)
- آرشي ماكديارميد على موقع اتحاد ألعاب الكومنولث (مؤرشف) (الإنجليزية)